# Овцебык

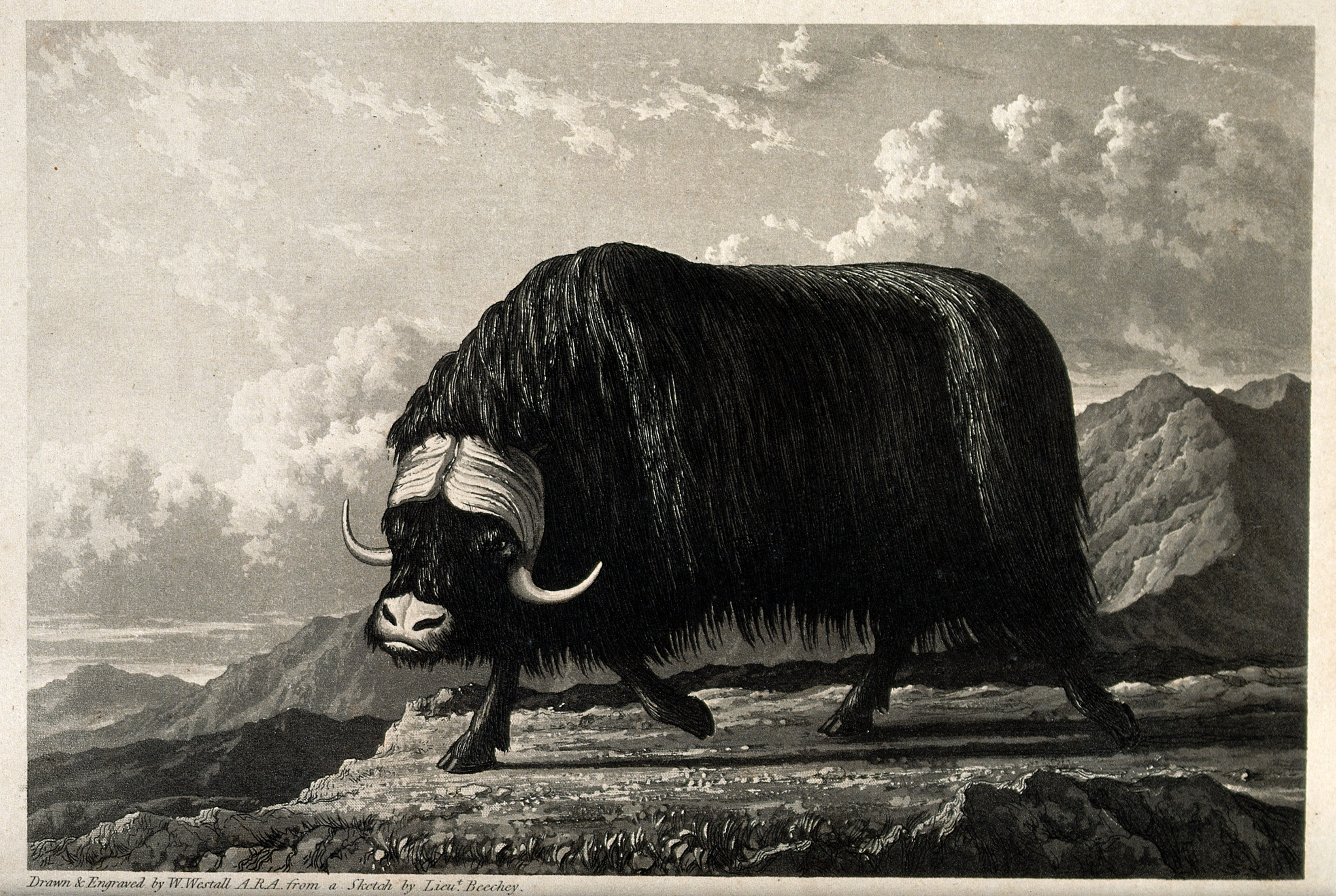
Мускусный бык. Худ. Ричард Бриджес Бичи (1828)

Овцебы́к, или му́скусный бык (лат. Ovibos moschatus) — единственный современный представитель рода овцебыков (Ovibos) семейства полорогих.
Дальние предки современных овцебыков жили в конце миоцена в высокогорьях Центральной Азии. Около 3,5 млн лет назад, когда климат стал заметно холоднее, предки овцебыков спустились с Гималаев и распространились по территории Сибири и остальной северной Евразии. Во время иллинойского оледенения по Берингову перешейку проникли в Северную Америку, а оттуда в Гренландию. В поздний плейстоцен началось резкое сокращение популяций овцебыков, связанное с потеплением климата и охотой первобытных людей. Овцебыки, бизоны и северные олени — единственные копытные млекопитающие Арктики, пережившие позднеплейстоценовое вымирание.
Систематическое положение овцебыков до сих пор остаётся предметом споров. Так, до начала XIX века овцебыков относили к подсемейству бычьих, но сегодня большинство систематиков причисляет их к подсемейству козьих. Ближайшим ныне живущим родственником овцебыка считается такин.
Овцебыки — крупные коренастые млекопитающие с большой головой и короткой шеей, покрытые очень густой шерстью. Овцебыки имеют острые закруглённые рога с массивным основанием на лбу, которые они используют для защиты от хищников. У овцебыков длинная и густая шерсть, которая свисает почти до земли. Шерсть состоит из длинных и грубых покровных волос и густого и мягкого подшёрстка, называемого «кивьют», который в восемь раз теплее овечьей шерсти.

## Этимология названия
Используемое в европейских языках традиционное наименование овцебыков «мускусные быки» в действительности никак не связано с «мускусом» и мускусными железами: по всей видимости, это контаминация, связанная с названием болотистых местностей на языке индейцев кри — «musked». Русское же название «овцебык» — дословный перевод латинского наименования «Ovibos» (буквально, «баранобык»), что связано со спорами учёных по поводу систематической принадлежности овцебыков. Из-за подобной путаницы их детёнышей традиционно именуют телятами, а не «ягнятами», что было бы логично с учётом морфологической и систематической близости овцебыков к козам и баранам.

## Эволюция и систематика

### Происхождение
|  | †Boopsis      |
|  |               |
|  | †Euceraterium |
|  |               |

|  | Ovibos               |
|  |                      |
|  | †Praeovibos          |
|  |                      |
|  | †Symbos / †Booterium |
|  |                      |

|  | †Boopsis      |
|  |               |
|  | †Euceraterium |
|  |               |

|  | Ovibos               |
|  |                      |
|  | †Praeovibos          |
|  |                      |
|  | †Symbos / †Booterium |
|  |                      |

|  | †Boopsis      |
|  |               |
|  | †Euceraterium |
|  |               |

|  | Ovibos               |
|  |                      |
|  | †Praeovibos          |
|  |                      |
|  | †Symbos / †Booterium |
|  |                      |

|  | †Boopsis      |
|  |               |
|  | †Euceraterium |
|  |               |

|  | Ovibos               |
|  |                      |
|  | †Praeovibos          |
|  |                      |
|  | †Symbos / †Booterium |
|  |                      |

|  | †Boopsis      |
|  |               |
|  | †Euceraterium |
|  |               |

|  | Ovibos               |
|  |                      |
|  | †Praeovibos          |
|  |                      |
|  | †Symbos / †Booterium |
|  |                      |

|  | †Boopsis      |
|  |               |
|  | †Euceraterium |
|  |               |

|  | Ovibos               |
|  |                      |
|  | †Praeovibos          |
|  |                      |
|  | †Symbos / †Booterium |
|  |                      |

|  | †Boopsis      |
|  |               |
|  | †Euceraterium |
|  |               |

|  | Ovibos               |
|  |                      |
|  | †Praeovibos          |
|  |                      |
|  | †Symbos / †Booterium |
|  |                      |

|  | †Boopsis      |
|  |               |
|  | †Euceraterium |
|  |               |

|  | Ovibos               |
|  |                      |
|  | †Praeovibos          |
|  |                      |
|  | †Symbos / †Booterium |
|  |                      |

Дальние предки современных овцебыков жили в конце миоцена (более 10 млн лет назад) в высокогорьях Центральной Азии. С уверенностью определить общего предка нельзя из-за слишком бедного ископаемого материала. Около 3,5 млн лет назад, когда климат стал заметно холоднее, предки овцебыков спустились с Гималаев и распространились по территории Сибири и остальной северной Евразии. Многие учёные считают, что представители рода Boopsis, обитавшие в плиоцене и раннем плейстоцене на территории нынешнего Китая, и рода Megalovis, обнаруженные в отложениях Виллафракского яруса, похожи на предков овцебыков или сами ими являются.
Примитивные овцебыки из рода Soergelia, наряду с шерстистыми носорогами, мамонтами и бизонами, обитали на обширных арктических территориях Евразии в плейстоцене. Во время иллинойсского оледенения (150—250 тысяч лет назад) овцебыки по Берингову перешейку, соединявшему в те времена Чукотку и Аляску, проникли в Северную Америку, а оттуда в Гренландию. Род Soergelia затем был повсеместно вытеснен родами Ovibos и Praeovibos. Овцебыки из рода Praeovibos обитали в степях и даже умеренных лесах на обширной территории от Европы до Аляски, сосуществовали с овцебыками рода Ovibos в период среднего плейстоцена. Ovibos распространился в Северной Америке, его самые ранние ископаемые остатки, обнаруженные там, датированы поздним плейстоценом (54 тысячи лет назад). Овцебыки рода Symbos в этот же период обитали в лесах и степях Северной Америки, в умеренном климате.
После расселения по территории Северной Америки овцебыки обитали по всему Северному полушарию. Но уже 65 тысяч лет назад популяция овцебыков начинает сокращаться. В среднем плейстоцене вымирают овцебыки из рода Praeovibos. В поздний плейстоцен (12 тысяч лет назад) началось резкое сокращение популяций овцебыков, как и всей плейстоценовой мегафауны. Это было связано с изменением (потеплением) климата, дополнительным фактором могла быть охота древних людей, заселивших Берингию и Америку. В то же время на материке полностью исчезли мамонты и шерстистые носороги. Около 11 тысяч лет назад род Symbos, обитавший на территориях Северной Америки с умеренным климатом, исчез, сохранились только овцебыки из рода Ovibos, которые были лучше приспособлены к холодному климату севера Арктики.

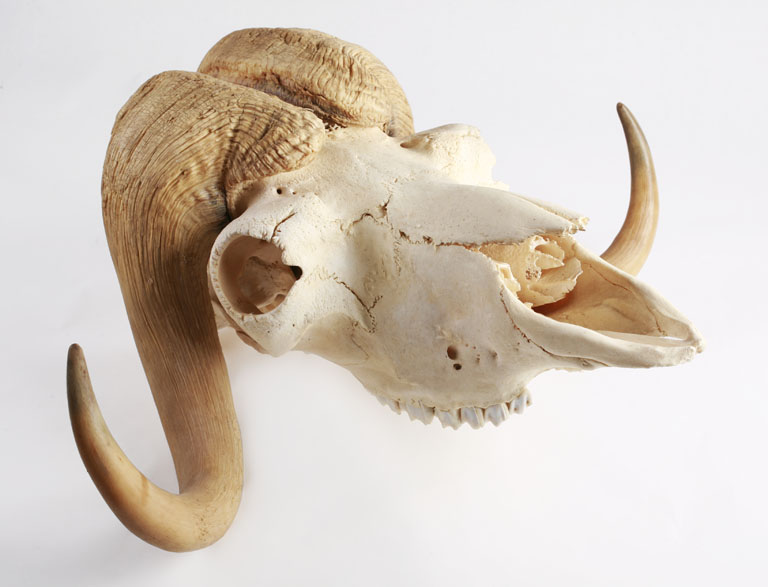
Череп овцебыка из коллекции Детского музея Индианаполиса

Причины сокращения популяции и ареала овцебыков, вымирания других крупных млекопитающих Арктики достоверно не установлены. Некоторые исследователи считают, что сокращение популяции овцебыков было связано с охотой на них человека. Ареалы людей и овцебыков пересекались во многих регионах, но, как полагают отдельные учёные, люди не являлись главными виновниками сокращения ареала овцебыков по всему миру, потому что это сокращение началось намного раньше человеческой экспансии. Согласно более поздним исследованиям (2014 год), овцебыки лучше приспособлены к питанию различными растениями и травами, чем широко распространённые северные олени. На охраняемых от браконьеров территориях, овцебыки успешно расселяются, постепенно вытесняя северных оленей. Так что главной причиной сокращения их ареала в конце плейстоцена был скорее человек, а не климат. Охота на овцебыков не представляет особой сложности, в сравнении с диким северным оленем, так как овцебыки не убегают при приближении человека, что вероятно и привело к сокращению их ареала, при воздействии палеолитических охотников.
Овцебыки издавна являлись объектом охоты со стороны древнего человека. Их мясо и шкуры использовались в пищу, для изготовления одежды и крова, а рога и кости — для изготовления орудий труда. Из верхнего палеолита Западной Европы (пещера Шове, Ласко и др.) известно несколько наскальных изображений овцебыков, выполненных первобытными людьми.
К началу голоцена ареал овцебыков существенно сократился: они сохранились лишь в районах Крайнего Севера Сибири и Северной Америки. В Сибири овцебыки вымерли, либо были истреблены людьми 3—4 тысячи лет назад.
Овцебыки, бизоны (Bison antiquus occidentalis, предки современных бизонов) и северные олени — единственные копытные Арктики, пережившие поздний плейстоцен.

### Систематика

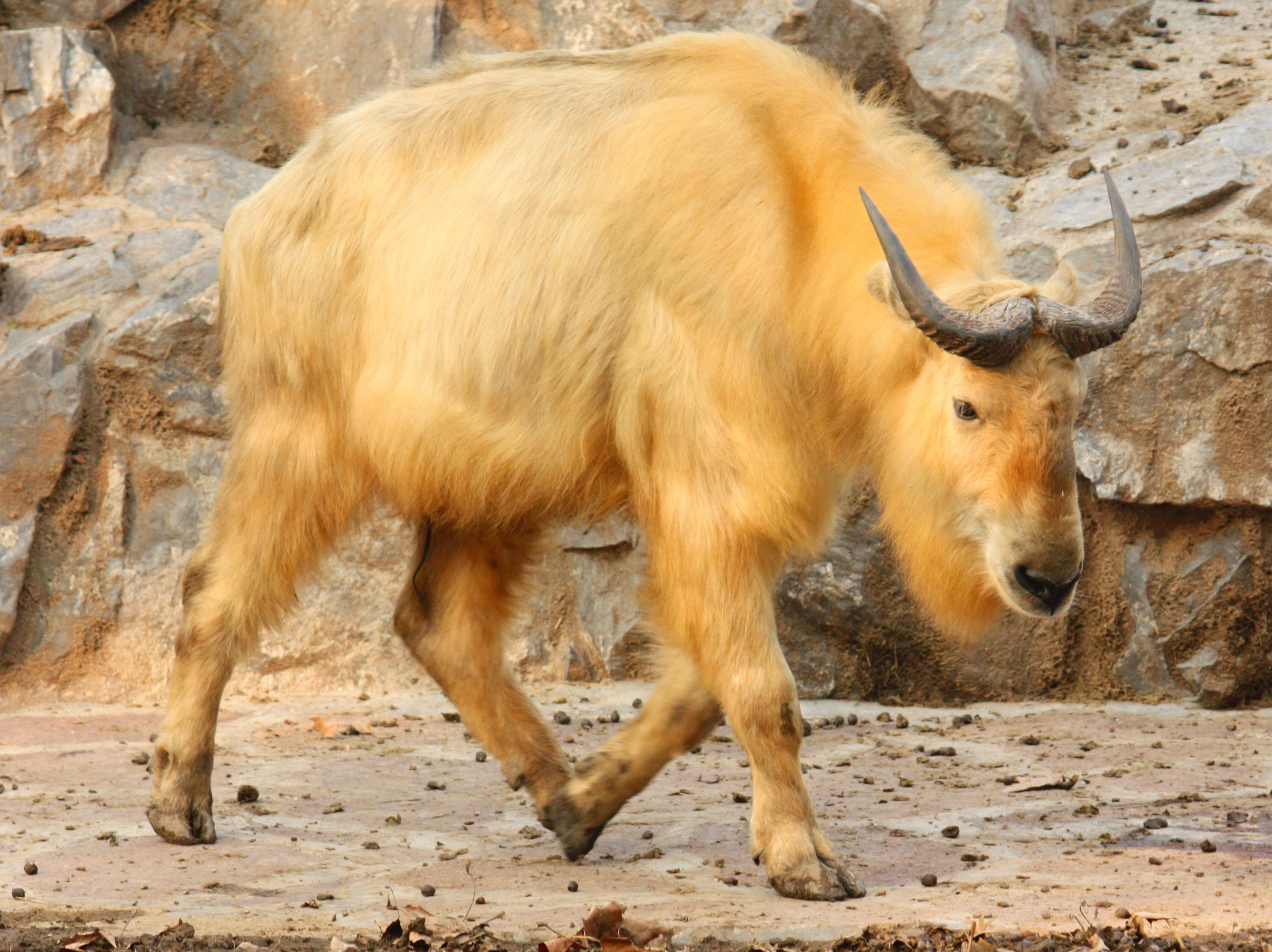
Такин

Систематическое положение овцебыков является до сих пор спорным. До начала XIX века овцебыков относили к подсемейству бычьих. В настоящее время овцебыки большинством учёных относятся к подсемейству козьих, в которое входят также козы и горные бараны. Часть учёных выделяет овцебыков в отдельное подсемейство Ovibovinae.
Род Ovibos вместе со всеми вымершими родами овцебыков (Symbos / Bootherium, Praeovibos и другими) относят к трибе Ovibovini. Часть учёных относит к ней и такинов. Современные исследования (хромосомный анализ и другие) подтверждают родство овцебыков и такинов, однако их эволюционные линии разошлись очень давно, и, соответственно, долго не эволюционируют. Такины считаются ближайшими современными родственниками овцебыков. Эту точку зрения оспаривают сторонники родства овцебыков и китайских горалов (Nemorhaedus griseus), обитающих в горной местности Китая и других стран Юго-Восточной Азии.
В род овцебыков, кроме современного вида Ovibos moschatus, входит ископаемый вид Ovibos pallantis. Его окаменелости были найдены в основном на территории Восточной Европы и бывшего СССР. Некоторые учёные считают, что Ovibos pallantis и Ovibos moschatus — это один и тот же вид, потому что нельзя чётко установить экологические различия между ними.

## Описание

### Внешний вид

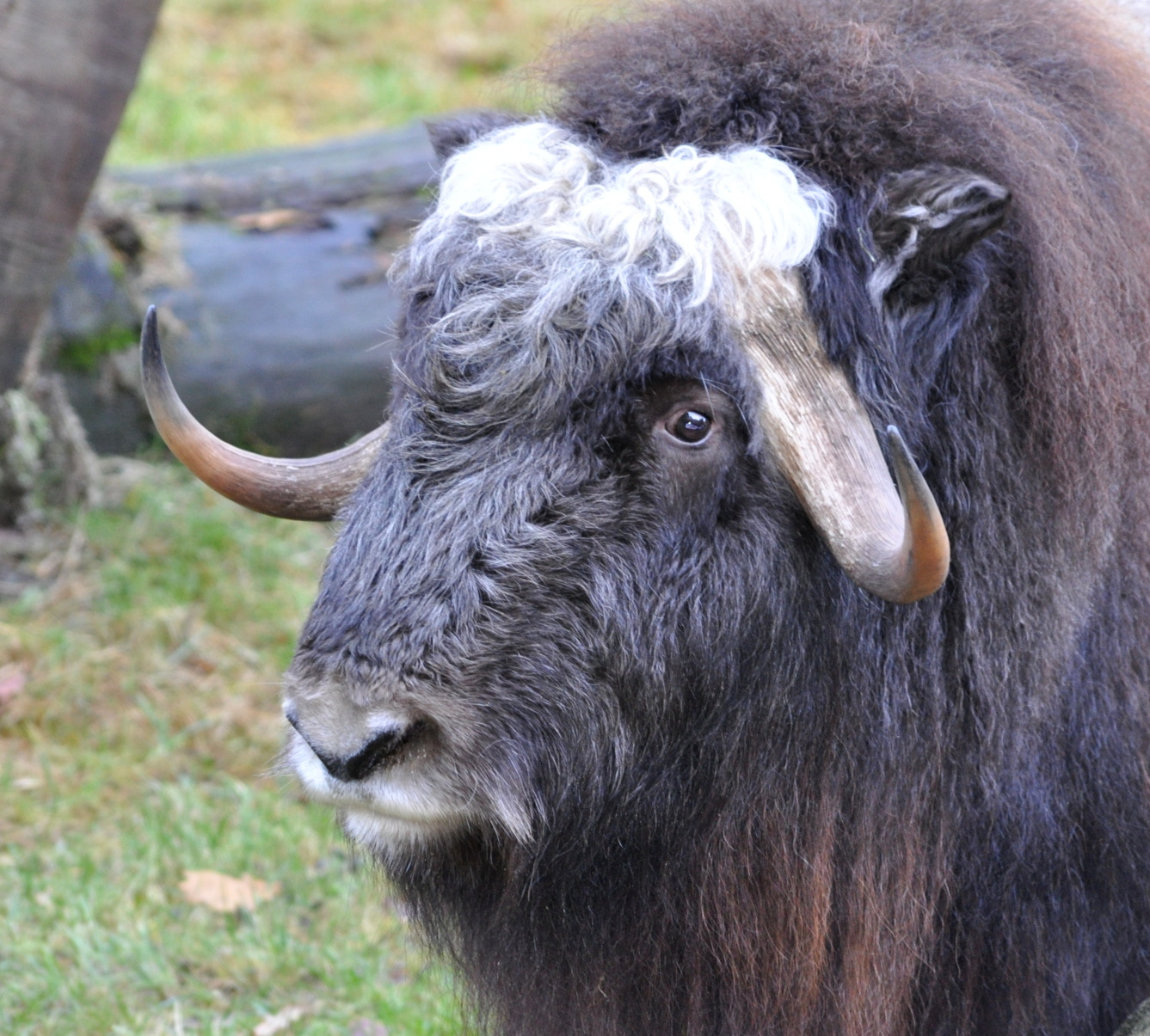
Голова овцебыка. Видны изогнутые рога и маленькие уши

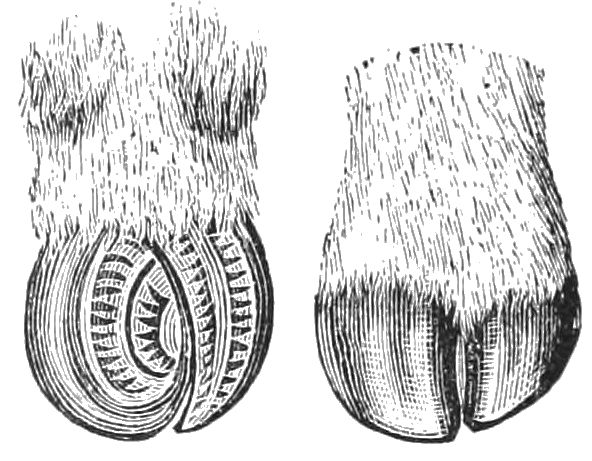
Копыта овцебыка

Овцебыки в процессе эволюции приобрели характерный облик, отражающий их приспособленность к суровым арктическим условиям обитания. У них отсутствуют выступающие части тела, что связано с необходимостью снижать теплопотери в холодном климате. Из-за очень длинной и густой шерсти овцебыки выглядят гораздо массивнее, чем есть на самом деле.
Для овцебыков характерен значительный половой диморфизм. В среднем высота в холке взрослой особи около 132—138 см, масса варьирует от 260 до 650 кг. Самцы овцебыков в дикой природе достигают массы тела 350 кг и высоты в холке 150 см. Масса самок составляет примерно 60 % от массы самца, а рост в холке достигает 120 см. В неволе самцы достигают 650 кг, самки — 300 кг. Длина тела самцов составляет 210—260 см, самок — 190—240 см. На размер и массу животных оказывает влияние и регион обитания, что связано с различиями в кормовой базе. Так, самые крупные овцебыки обитают в западной Гренландии, а самые мелкие — в северной.
У овцебыков имеется горб-загривок в районе плеча, который переходит в узкую заднюю часть. Ноги овцебыков небольшие и коренастые. При измерении по кривой задние ноги намного длиннее передних. Копыта у овцебыков большие округлые, приспособленные для передвижения по снегу и скалам. Передние копыта заметно шире задних, что позволяет эффективно «копытить» (раскапывать) корм под снегом. Боковые копытца маленькие, при ходьбе не оставляют следов на грунте или снеге.
Голова овцебыков очень массивная и удлинённая, на голове имеются острые закруглённые рога с массивным основанием на лбу. Рога не сбрасываются ежегодно и растут до шестилетнего возраста, сначала загибаясь вниз, потом вперёд, далее вверх и наружу. Рога у самцов намного крупнее и массивнее, чем у самок. Самцы и самки используют рога для защиты от хищников, а самцы — также во время гона для боёв между собой. У самок между рогами есть участок кожи, покрытый белым пухом, а сами рога не имеют утолщения у основания. По бокам головы расположены тёмно-карие глаза.
Уши у овцебыков очень невелики (3 см у телят и 6 см у взрослых особей), хвост также довольно короток (6-6,5 см у телят и от 12,2 до 14,5 у взрослых овцебыков) и скрыт под шерстью.
Вымя самок небольшое, покрыто светлыми волосками. Длина сосков составляет от 3,5 до 4,5 см.
Кариотип
Как показал анализ кариотипов представителей семейства полорогих, овцебык по диплоидному числу хромосом (2n = 48) идентичен с азиатским буйволом, но отличается от бизона, зубра, яка, крупного рогатого скота (2n = 60), овцы (2n = 54) и такина (2n = 52).

#### Волосяной покров

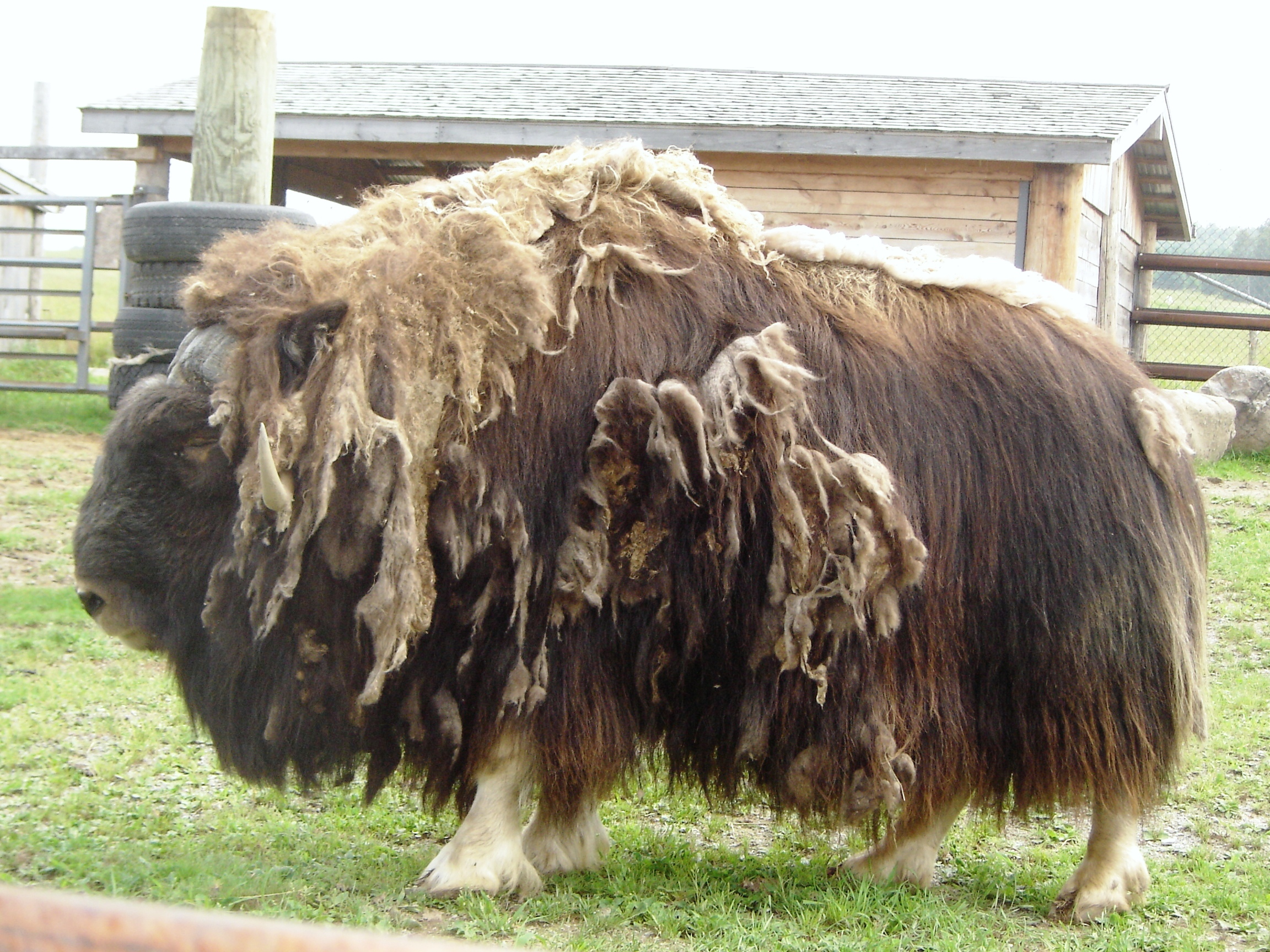
Овцебык во время линьки, Стратфорд (Квебек)

У овцебыков длинная и густая шерсть, которая свисает почти до земли. Цвет шерсти овцебыков изменяется от тёмно-коричневого до чёрного в нижней части и на морде и от светло-коричневого до белого в остальных частях. Шерсть состоит из 4 разновидностей волос:
1. направляющие,
2. длинные и грубые остевые 3 порядков, которые могут достигать 60 см в длину[33],
3. промежуточные 2 порядков,
4. густые и мягкие пуховые 2 порядков, составляющие подшерсток, называемый кивьютом[16]. Пух овцебыка тоньше кашемира и в восемь раз теплее овечьей шерсти. С приближением арктической весны пух сбрасывается и к августу отрастает заново[33].

Шерсть покрывает тело овцебыка полностью, кроме рогов, копыт, губ и носа. На плечах шерсть у самцов очень лохматая и внешне создаёт нечто похожее на гриву. Длина волос варьирует на разных участках тела и достигает максимума внизу шеи, а минимума внизу конечностей. Летом волосы значительно короче, чем в зимний период. Так, длина пуховых волос на теле овцебыка летом в 2,3-2,5 раза короче, чем зимой. Линька происходит в сжатые сроки весной в мае-июне, конкретное время зависит от нескольких факторов, в том числе от климатических и кормовых условий. У беременных и старых особей линька запаздывает. Смена кроющих (направляющие, остевые и промежуточные) волос происходит в течение всего года.

### Анатомия

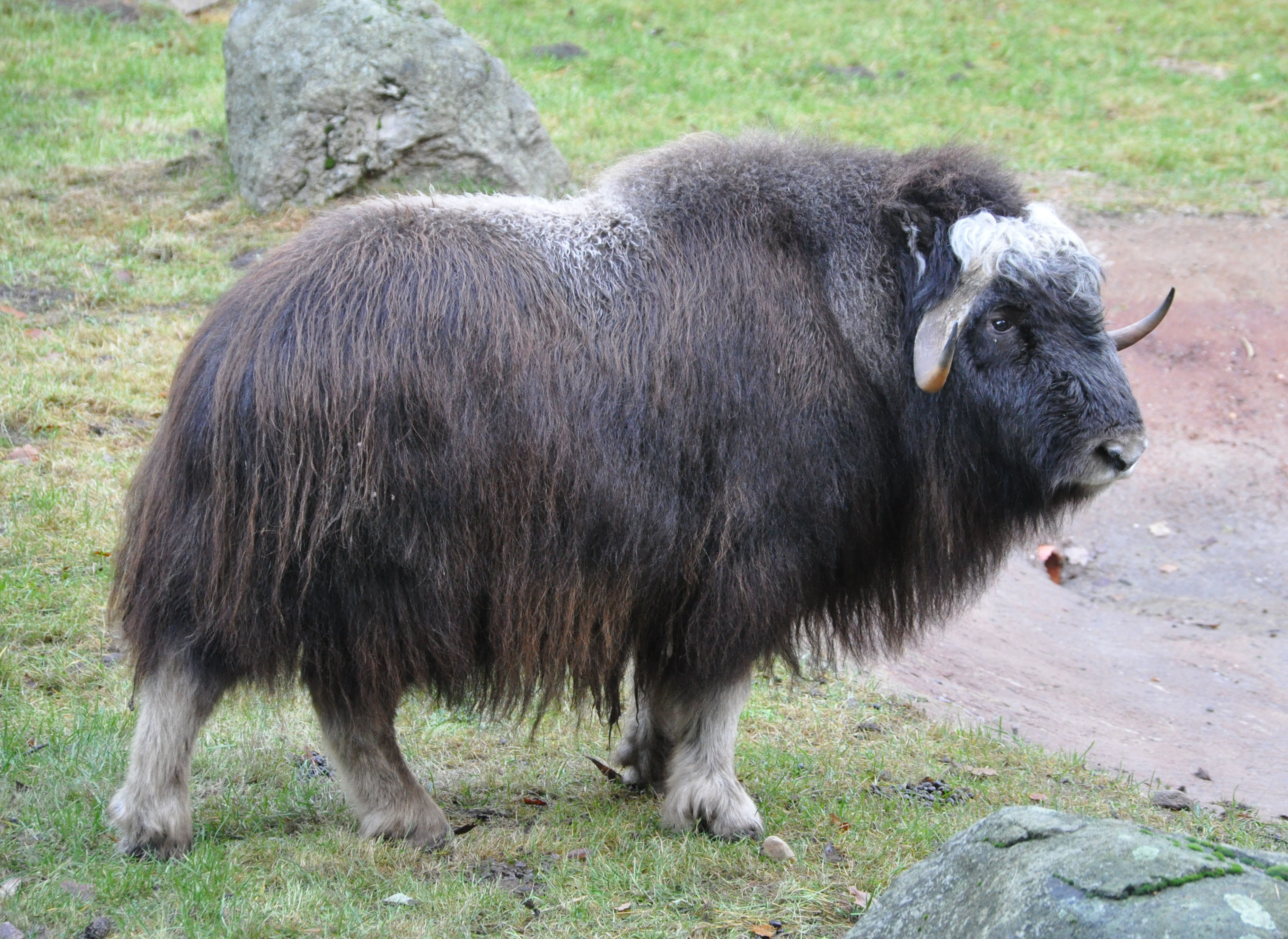
Овцебык

Переднеглазничные железы развиты с телячьего возраста как у самцов, так и у самок. Их секрет служит для оповещения при опасности, а также во время схваток самцов. Потовых желез нет на задних конечностях, зато они есть на шее, спине и боках. Мускусных желёз, несмотря на название, у овцебыков нет.
Органы чувств овцебыков развиты достаточно хорошо. Имеет крупные глаза, которыми овцебык способен распознавать предметы в темноте или в полярную ночь. Обоняние развито хуже, чем у северных оленей, но позволяет обнаруживать подход хищников и находить корм под снегом. Сигнализировать овцебыки предпочитают слуховой или оптической связью: самцы и самки сопят или фыркают при тревоге, телята блеют в поисках матери, а самцы во время схваток ревут.
Диплоидный набор хромосом овцебыка — 2n = 48, NF = 60. Овцебыки имеют 48 хромосом: 12 двуплечных и 36 головчатых аутосом.

#### Скелет
Позвоночник состоит из 39 позвонков, в том числе 7 шейных, 13 грудных, 6 поясничных и 7 хвостовых. 6 сросшихся позвонков образуют крестец, общая длина которого составляет у самцов 211 мм, а у самок — 196 мм. Овцебыки имеют 13 пар рёбер.

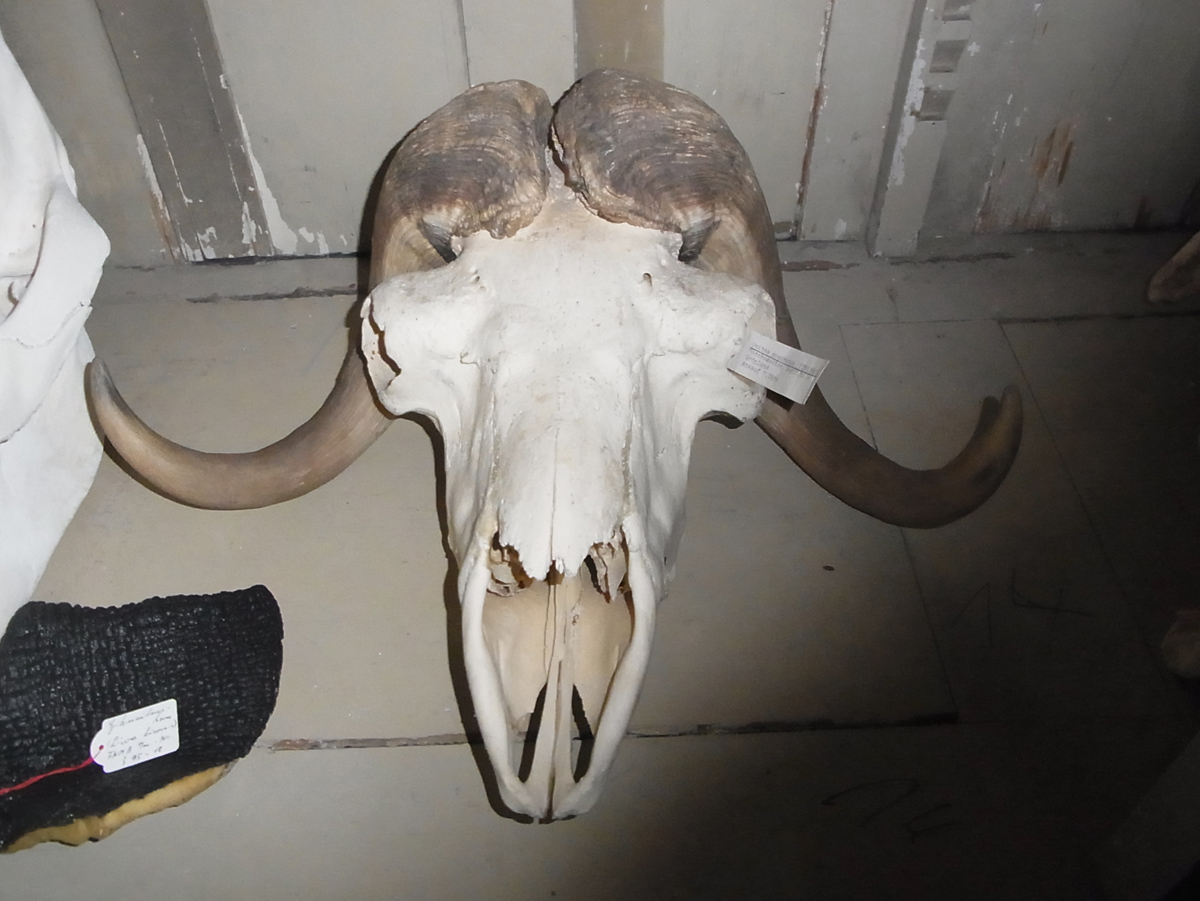
Череп овцебыка из Городской музей Берлина

Череп имеет следующие отличительные черты: большая ширина в глазницах, почти ровная поверхность лба, вогнутый профиль лобно-лицевой части, небольшие костные слуховые барабаны, укороченность теменной части затылочной кости, низкие и широкие затылочные мыщелки. Базальная длина черепа самца, в зависимости от подвида, составляет от 442 до 466 мм, скуловая — от 162 до 177 мм.

#### Внутренние органы
Сердце овцебыков небольшое, достигает массы в 1500 г. Самым крупным функциональным органом являются ярко-красные лёгкие, состоящие из 9 долей. Длина кишечника взрослого овцебыка от 46 до 52 м.
Желудок у овцебыков четырёхкамерный, рубец может вместить в себя до 40 кг пищи и является самым объёмным отделом желудка.
Матка самок овцебыков двурогая, семенники взрослых самцов крупные, массой в среднем 315 г оба. Длина полового члена самца около 29 см.
У овцебыков разветвлённая кровеносная система с достаточно высокой температурой тела. Ректальная температура у взрослых особей составляет 38,4°С, частота пульса — 75—90 ударов в минуту.
Овцебыки имеют развитую мышечную систему, общая масса мышц составляет почти 20 % от массы тела.

#### Сравнение с бычьими и козьими
После измерения тела и внутренних органов самки овцебыка учёные пришли к выводу, что телосложение овцебыка больше похоже на телосложение быков, чем на любой из видов козьих. Строение черепа и зубов имеет черты быков, а анатомически и серологически овцебыки ближе к овцам.

## Размножение

### Половая зрелость и плодовитость
Самки овцебыков становятся половозрелыми на второй год жизни, но при хороших условиях питания самки оплодотворяются уже на 15-17-м месяце жизни. Самцы готовы к размножению с 2-3-летнего возраста. Самки приносят потомство до 11-14 лет.
У самок овцебыков обычно рождается только один детёныш, редко рождаются двойни. Если питание хорошее, то самки могут приносить детёнышей каждый год до достижения 10-летнего возраста, после — только через год. В зависимости от возраста доля беременных самок отличается: в возрасте от 18 до 35 месяцев беременны менее 25 % самок, старше — до 63 %.

### Гон

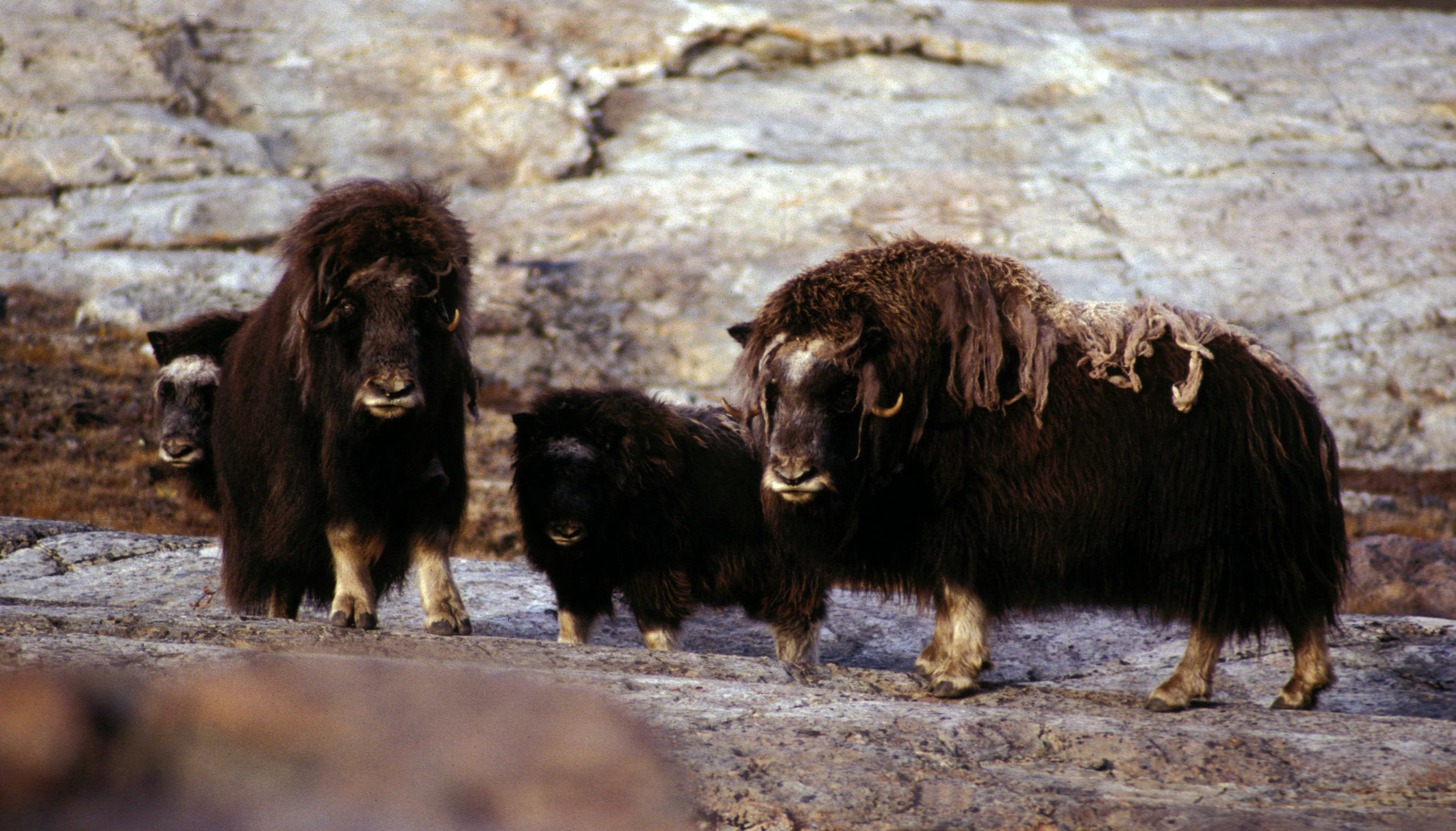
Самки овцебыков с телятами в Гренландии

В зависимости от места обитания гон у овцебыков начинается в период с конца июля до начала августа, а завершается в середине октября. Иногда, в связи с погодными и кормовыми условиями, период гона может сдвигаться на сентябрь—декабрь. По наблюдениям исследователя тундровой зоны Таймыра Григория Якушкина, у овцебыков случается ложный гон с середины апреля по первую половину мая, однако бои между самцами в это время происходят для выявления иерархического статуса и носят демонстративный характер.
Гон у овцебыков, как и у всех копытных, делится на три этапа:
1. Начало. Происходит, когда у самок начинается течка, они начинают допускать доминирующих самцов к обнюхиванию и ухаживанию. У доминирующего самца сбивается ритм питания и отдыха, он становятся агрессивным к молодым самцам. На этом этапе образуются первые пары. Длительность этапа — неделя.
2. Разгар (массовый гон). На этом этапе быстро создаются пары между доминирующим самцом и самками из его группы, происходит неоднократное спаривание и пары распадаются.
3. Затухание. Суточный ритм доминирующего самца возвращается в норму, его агрессивность к молодым самцам проходит.

В стаде овцебыков в период гона обычно один доминирующий самец. Однако в крупных стадах взрослых самцов может быть несколько: один доминант и один или несколько субдоминантов.
Когда начинается течка у самок, они начинают издавать специфический запах, который даёт самцам понять о том, что они готовы к спариванию. Во время гона у половозрелых животных начинают активно работать подглазничные железы. Самка секретом желёз показывает свою сексуальную чувствительность при контакте с самцом. Самец же возбуждает самку резким запахом своей мочи и кала, а также выделениями препуция.
Во время гона взрослые самцы очень агрессивны, между ними случаются стычки за самок. Однако они в большинстве случаев избегают жестоких боёв и ограничиваются демонстрацией угрозы, которая включает в себя: рёв, бодание, удары копытами о землю, наклоны головы и другие поведенческие компоненты. Если после этого самцы не расходятся, то начинается бой, в ходе которого самцы с расстояния 30-50 метров бегут друг на друга и сшибаются лбами. Таких столкновений может быть до 40 за бой. Смертельные исходы редки.

### Половое поведение
Половое поведение в основном характерно для гаремных самцов. Выделяют от 10 до 15 элементов ухаживания самца за самкой, главным из которых является спаривание. Стремление самца спариться с самкой приводит к образованию одно- или двухдневной пары, когда самец гуляет вместе с самкой по стаду. Самец проводит несколько попыток спариться (так называемые садки). Первые из них обычно неудачны, но всё зависит от опыта и возраста самца. В момент садок самец зажимает свою партнёршу передними ногами и выполняет тазовые толчки. Сам коитус длится 5—6 секунд.
У самок выделяют три варианта реакции на ухаживания самца: подчинение, избегание или агрессия. Эта классификация не всеми считается типичной и полной.

### Беременность и роды

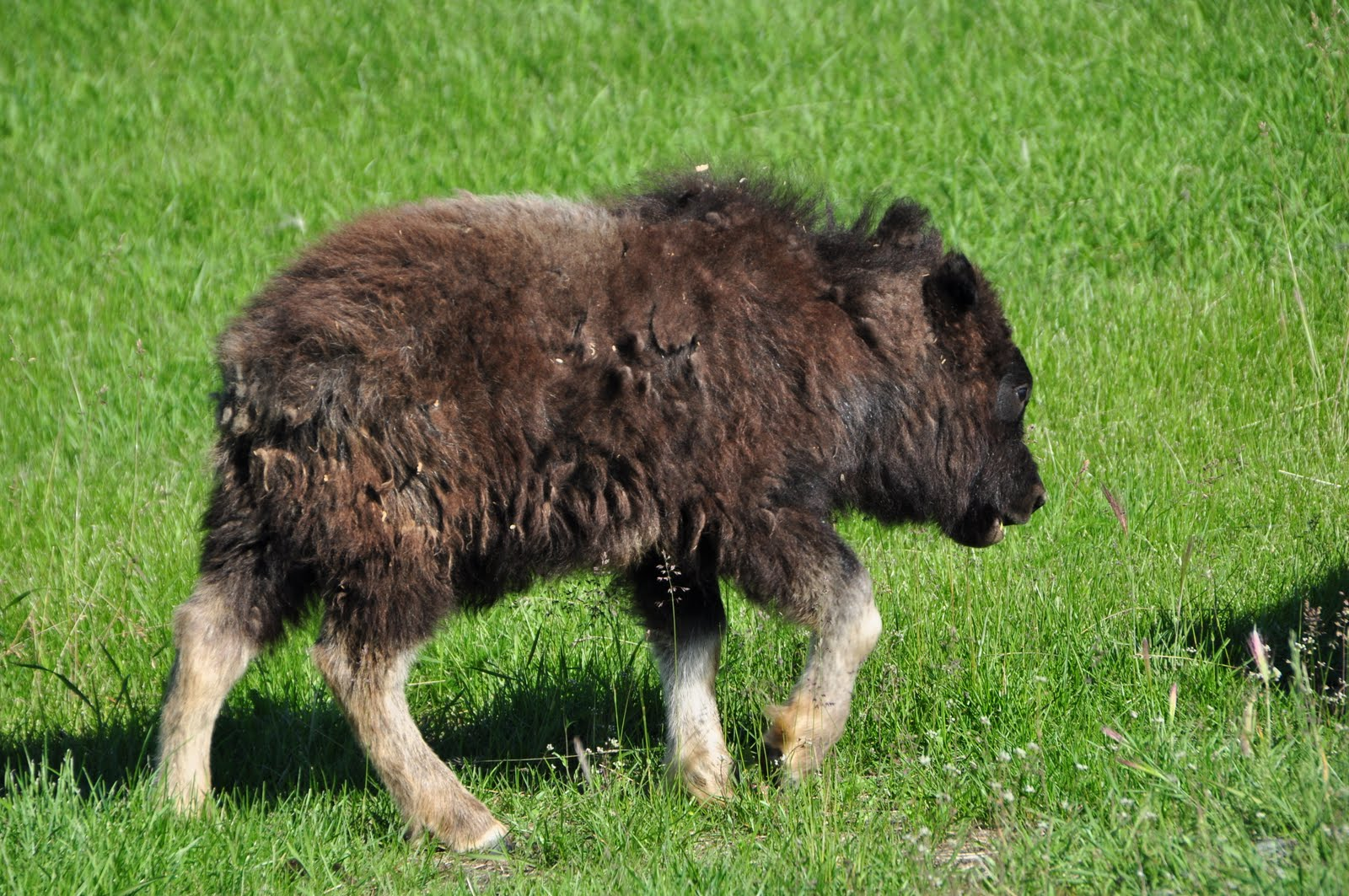
Телёнок овцебыка

Беременность в естественных условиях в среднем длится 8—8,5 месяцев в зависимости от места обитания. Телёнок в нормальных условиях рождается в конце апреля — начале июня, а в случае активного гона отёл сокращается до двух недель, начиная с последней недели апреля. В конце мая стада начинают мигрировать к более сухим участкам тундры с лучшими кормовыми угодьями, а самки, которые не успели отелиться до этого, рожают прямо в пути.
Беременную самку чрезвычайно сложно определить среди других самок из-за строения тела и густого волосяного покрова, которые скрывают внешние признаки беременности. С приближением момента родов самка становится более беспокойной, начинает держаться у края стада. Сами роды происходят в стаде или рядом с ним, если это первые роды у самки. Схватки длятся 8—10 минут, а уже через 5—28 минут новорождённый встаёт на ноги. Масса новорожденного телёнка колеблется от 8 до 10 кг и в течение первого месяца жизни удваивается. У новорождённых телят для выживания в суровых условиях (температура воздуха может достигать отметки −30 °C) уже есть большая жировая прослойка.
Двойни для овцебыков не характерны. Есть мнение, что появление двойни связано с благоприятными кормовыми условиями. По наблюдениям учёных, шанс рождения двойни равен 3,9 %. Нет документально зафиксированной информации о жизнеспособности двойни у овцебыков в диких популяциях. Так, например, на острове Девон была обнаружена самка с двойней, но в зимний период они были найдены мёртвыми с признаками истощения.
Первое кормление телёнка самкой происходит через несколько десятков минут после рождения. В первые двое суток число кормлений колеблется от 18 до 20 раз, а временны́е траты на одно такое кормление составляют от 1 до 9 минут. На третьи сутки жизни интенсивность кормления возрастает одновременно с уменьшением времени кормления. Такая закономерность продолжается и далее. Во время кормления телёнок ударяет мордочкой вымя матери, чтобы та отдала ему всё молоко. С взрослением телёнка такие удары становят для самки болезненными, и она может прерывать кормление из-за них. С месячного возраста телята начинают переходить на подножный корм, и через пять месяцев после рождения молочное кормление прекращается вовсе.
Между телёнком и его матерью с самого начала возникает зрительный контакт. У самок нет акустических и зрительных механизмов определения своего детёныша, поэтому при наступлении времени кормления они начинают ходить по стаду и обнюхивать телят в поисках своего. Телята, в свою очередь, запоминают внешний вид матери и её голос, что позволяет им безошибочно найти свою мать.
Отелившиеся самки с телятами образуют в стадах так называемые материнские группы. На второй или третий день жизни телята начинают группироваться для совместных игр, что сплачивает в одну группу и самок. Материнские группы создаются и для совместной защиты телят и быстрого накопления ими опыта. У телят выделяют от 10 до 13 элементов игрового поведения. Игры продолжаются до 2-2,5 месяцев, а затем, с переходом на подножный корм, количество игр резко снижается.

## Экология

### Социальная организация

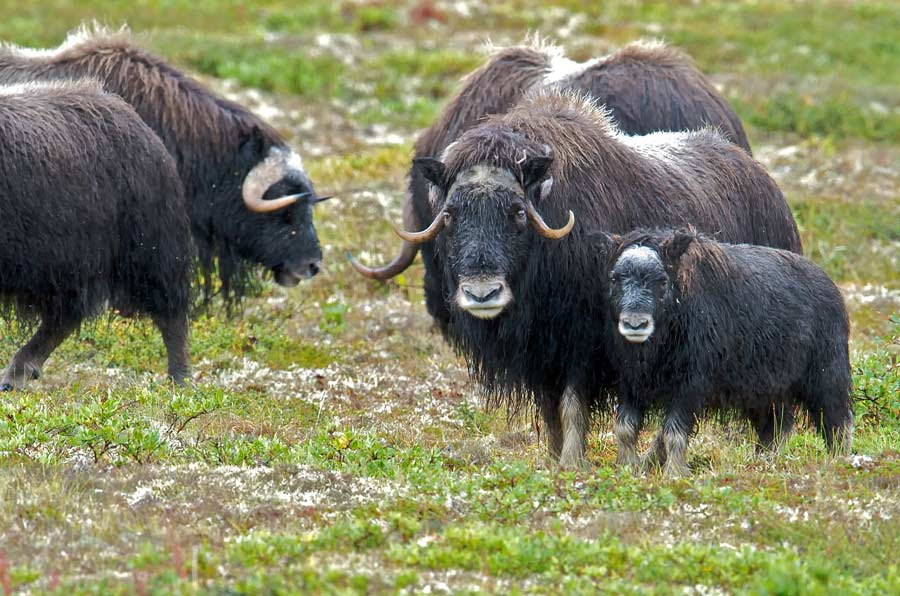
Стадо овцебыков

Овцебыки — это общественный вид с высокоразвитым инстинктом стадности. Социальные связи особенно сильны среди молодых овцебыков и самок с телятами. Овцебыки почти всегда живут в группах, исключением из этого правила являются одинокие взрослые самцы, численность которых в летний период может достигать 9 %. Осенью и летом встречаются также группы овцебыков, состоящие только из самцов. Средний размер группы зимой составляет от 15 до 20 животных, летом — от 10 до 15. В летний период состав групп обычно стабилен.
Поскольку самки почти всегда живут группами, то самцы не создают своих гаремов, а пытаются вступить и завладеть уже существующей группой, изгнать оттуда молодых самцов. Так как такие группы защищаются и поддерживаются доминантным самцом, то они считаются гаремами. В отношениях между матерью и телёнком поддерживаются тесные и частые контакты. Ничто не может изолировать мать от других овцебыков как до родов, так и после. Новорождённый телёнок сразу становится членом группы и начинает взаимодействовать с другими членами стада, поддерживая социальные контакты различных типов, в том числе и участвуя в социальных играх, являющихся важным элементом стадной жизни.
Несмотря на свой вес и медлительность, во время опасности овцебыки быстро группируются в оборонительную стойку или уходят галопом. Животные способны развивать скорость в 25—30 км/ч и сохранять её несколько километров.

### Поведение
Обитатель холмистых арктических тундр и полярных пустынь, зимой часто пасётся в горах, где ветер сдувает снег со склонов. Летом перемещается в места, наиболее богатые кормом, — долины рек и озёр и понижения в тундре. Предпочтение тех или иных мест обитания зависит от сезона и доступности кормов. По образу жизни напоминает овец.
Живёт стадами, летом по 4—7 голов, зимой по 12—50, очень ловко лазает по скалам, питается мхом, лишайниками (ягель и прочими), травой, различными видами кустарниковых ив и берёз. Охотно ест пушицы, осоки, астрагалы, вейники, мытники, мятлики, луговик, лисохвост, арктагростис, арктофилу, дипонцию, дриаду. Летом чередует кормёжку и отдых примерно 6—9 раз в течение суток. С сентября по май кочует. Больших сезонных перемещений не делает. Площадь зимнего участка одного стада в среднем не превышает 50 км², размер годового участка достигает 200 км². В поисках пастбищ стадом управляет стадный бык или взрослая корова, но в опасных ситуациях главенствующую роль играет только стадный бык. Двигаются животные обычно медленно и спокойно, но при необходимости способны развивать скорость до 40 км/ч и пробегать значительные расстояния.
В зимнее время овцебыки большую часть времени спят или отдыхают, переваривая съеденную пищу. Во времена арктических бурь мускусные быки ложатся спиной к ветру и, в отличие от мигрирующих северных оленей, проводят зиму, оставаясь на небольшом участке территории. Овцебыки хорошо переносят любые морозы, но для них губительны высокие снега, особенно покрытые ледяной коркой, хотя животные способны добывать корм из-под рыхлого снега глубиной до 40—50 см.

### Питание
Овцебыки — травоядные животные. Основу их рациона составляют осоки, ивы и разнотравье. В ходе эволюции овцебыкам удалось приспособиться к чрезвычайно скудным кормовым угодьям Арктики. Из-за того, что арктическое лето длится всего несколько недель, большую часть года овцебыки питаются сухими растениями, которые они откапывают под снегом. До начала активного гона в бесснежный период (как правило, летние месяцы) овцебыки посещают естественные солонцы для получения минеральных макро- и микроэлементов.

### Естественные враги

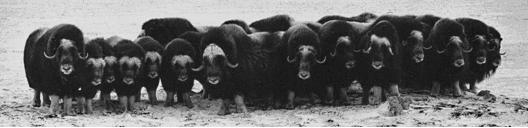
Овцебыки, выстроившиеся для защиты

Естественными врагами являются прежде всего волк, а также белый медведь, бурый медведь, росомаха и человек.
Овцебыки — достаточно сильные животные, чтобы давать отпор хищникам и защищать своё потомство. При опасности они выстраиваются плотным кругом или уходят галопом. Если же бегство невозможно или затруднительно, сбиваются в круг, а когда хищник приближается, один самец из стада его атакует и сразу после выпада пятясь возвращается в круг, или же к нему приближаются члены стада. Этот способ защиты был достаточно эффективен против всех природных хищников, однако совершенно бесполезен при охоте на них человека. Стадо, вставшее в круг и прикрывшее молодняк своими телами, остаётся неподвижным при расстреле овцебыков из ружья.

## Ареал

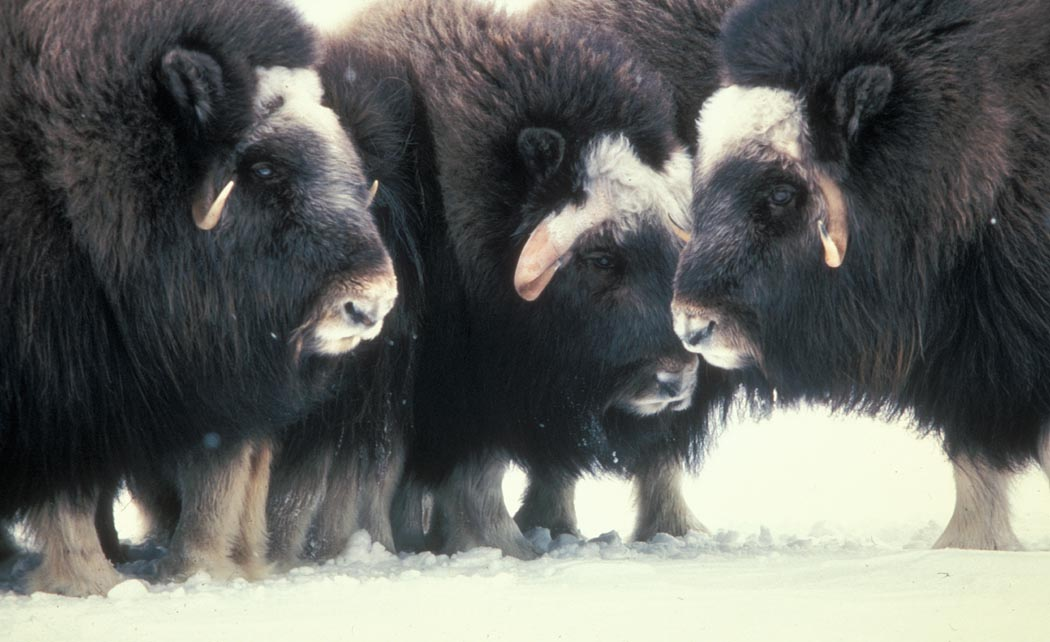
Овцебыки в Национальном заповеднике дикой природы «Дельта Юкона»

### Исторический ареал

#### История открытия
Впервые это животное для европейцев открыл в 1689 году англичанин Генри Келси, служащий компании Гудзонова залива.
В 1917 году правительство Канады взяло этот вид под охрану, вводится запрет на промысел овцебыка, который действовал в течение 52 лет. С 1950 года овцебык стал охраняться и в Гренландии. В России известна находка палеонтолога Н. К. Верещагина — череп овцебыка с простреленной лицевой костью с полуострова Таймыр, что позволило предположить, что последние овцебыки, возможно, были выбиты охотниками в Северной Азии уже в историческое время, 200—400 лет назад.

### Современный ареал
В настоящее время коренные популяции овцебыка населяют область Северной Америки к северу от 60° с. ш., кроме материка водятся на земле Парри, Гринелевой земле, в западной и восточной Гренландии и на северном побережье этого острова (83 градуса северной широты). Максимальное количество овцебыков в Канаде приходится на центральные острова Канадского арктического архипелага — острова Банкс и Виктория. Всего в 2012 году в Канаде обитало около 114 тысяч овцебыков, из них около 37 тысяч — только на острове Банкс. В континентальной части Канады обитало около 14 тысяч овцебыков и примерно столько же на северных островах Канадского Арктического архипелага (вне островов Банкс и Виктория). В Гренландии в 2009 году обитало около 25 тысяч овцебыков. До 1865 года овцебык обитал и на севере Аляски, но был полностью истреблен. Был вновь завезён в 1930 году. В 1936 году овцебык был завезён на остров Нунивак, в 1969 году — на остров Нельсона в Беринговом море и в заповедник на северо-востоке Аляски, во всех этих местах он успешно прижился. Попытки акклиматизации овцебыка в Швеции, Исландии и Норвегии не имели особого успеха.

## Реинтродукция

### СССР и Россия

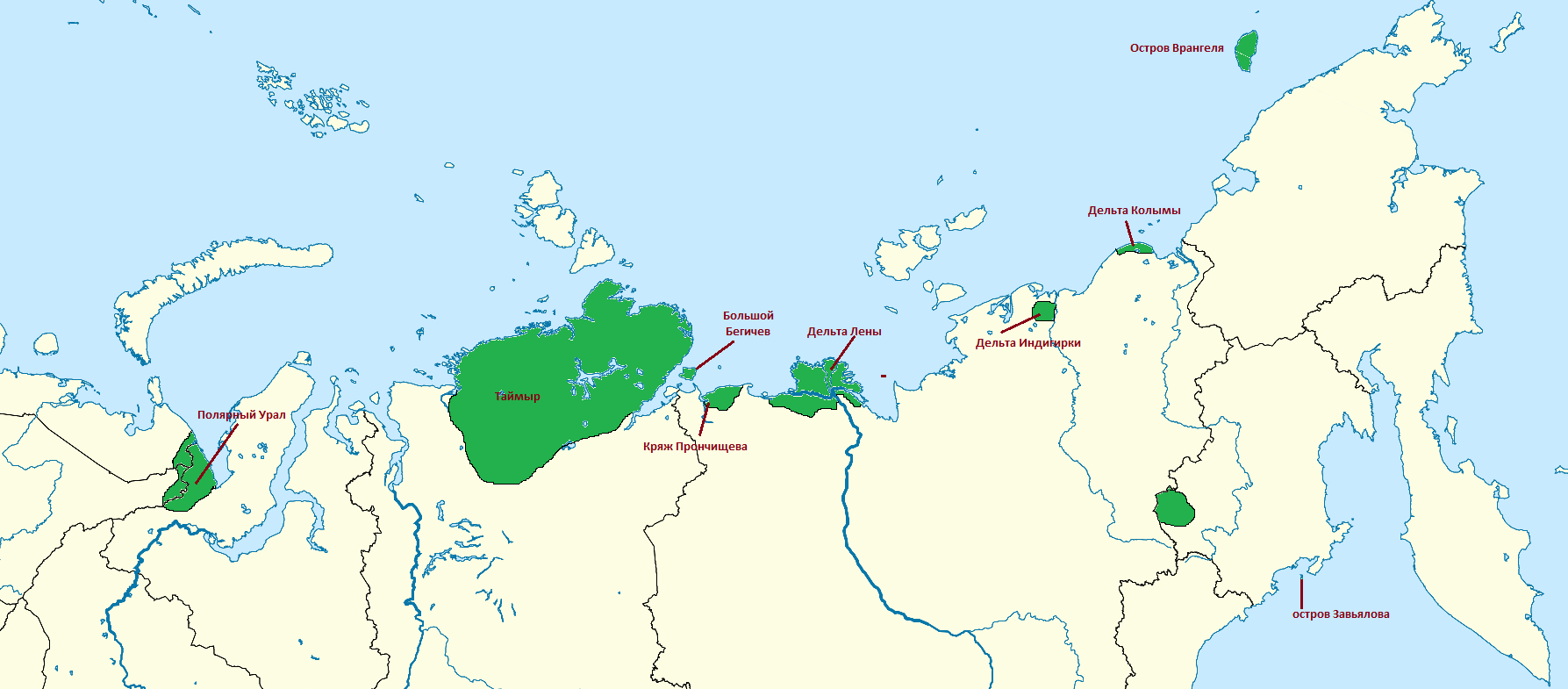
Ареал овцебыка в России в 2018 году

Многие зоологи ещё в 1920-е годы ставили вопрос о целесообразности расселения овцебыков в тундровой зоне России, так как страна располагает в Арктике огромной территорией, пригодной для реакклиматизации овцебыка. Потенциально в России могут обитать несколько сот тысяч овцебыков. Но для этого необходимо организовать широкое переселение молодых животных в новые районы, так как самим им сделать это в силу наличия широких заболоченных участков и крупных рек крайне затруднительно, а с острова Врангеля и вовсе невозможно.
Таймыр и остров Врангеля
В середине 1970-х годов на Таймыре в устье реки Бикада-Нгуома и острове Врангеля начался эксперимент по реинтродукции ранее обитавших здесь овцебыков. Первую партию овцебыков канадские зоологи отловили в августе 1974 года на острове Банкс 10 молодых зверей (в возрасте 15 месяцев), поровну самцов и самок. В сентябре 1974 года они прибыли в СССР и были поселены на восточном Таймыре. Весной 1975 года на острове Нунивак у берегов Аляски (США) были отловлены для СССР ещё 40 животных. В апреле 1975 года они были доставлены, затем разделены на две равные группы и отправлены в разные места: одна — в заповедник «Остров Врангеля» (12 самок и 6 самцов 11-месячного возраста и двухлетние самка и самец), а другая — на Таймыр, в низовья реки Бикада-Нгуома, где уже перезимовали звери из Канады. Завезённый овцебык успешно прижился. Первый удачный отёл на острове Врангеля отмечен в 1977 году, а на Таймыре — в 1978 году. Численность популяции в течение лет, прошедших со времени выпуска, постепенно росла, а заселённая территория расширялась. К началу 1990-х годов овцебыки полностью заселили остров Врангеля.

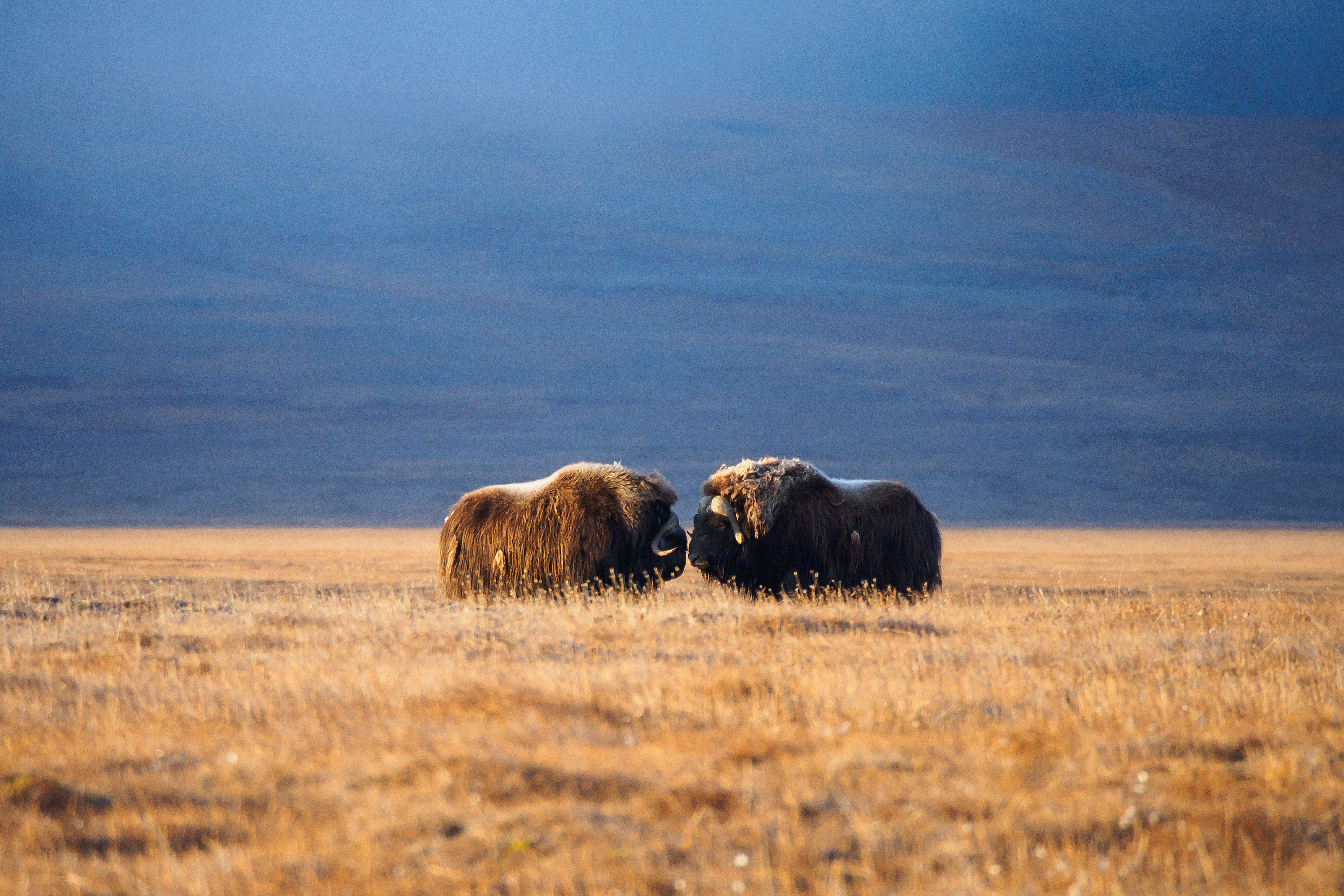
Овцебыки перед битвой на острове Врангеля

В 1994 году количество овцебыков на Таймыре перевалило за 1000. На острове Врангеля в это время обитало около 300 животных.
В 2012 году, по некоторым оценкам, в таймырской тундре обитает около 8 тысяч овцебыков. По данным на 2015 год по экспертной оценке численность овцебыков на Таймыре составляла примерно 11—14 тысяч особей. Несколько десятков особей самостоятельно переселилась далеко на юг, в район плато Путорана. Согласно отдельным исследованиям, в 2019 году численность овцебыков Таймыра из-за хищнического уничтожения браконьерами катастрофически снизилась за год вдвое, составив 5000—6000 голов. Однако в точной оценке их поголовья есть объективные трудности, и разные оценки на 2022 год дают различные результаты, с разбросом от 3500 до 12 100 голов.
Популяция на острове Врангеля достигла своих предельных размеров (850—1000 голов) и может стать источником для расселения и создания новых стад на материке. По данным на начало 2019 года общая численность овцебыков на острове Врангеля составляет около 1100 особей.
Полярный Урал

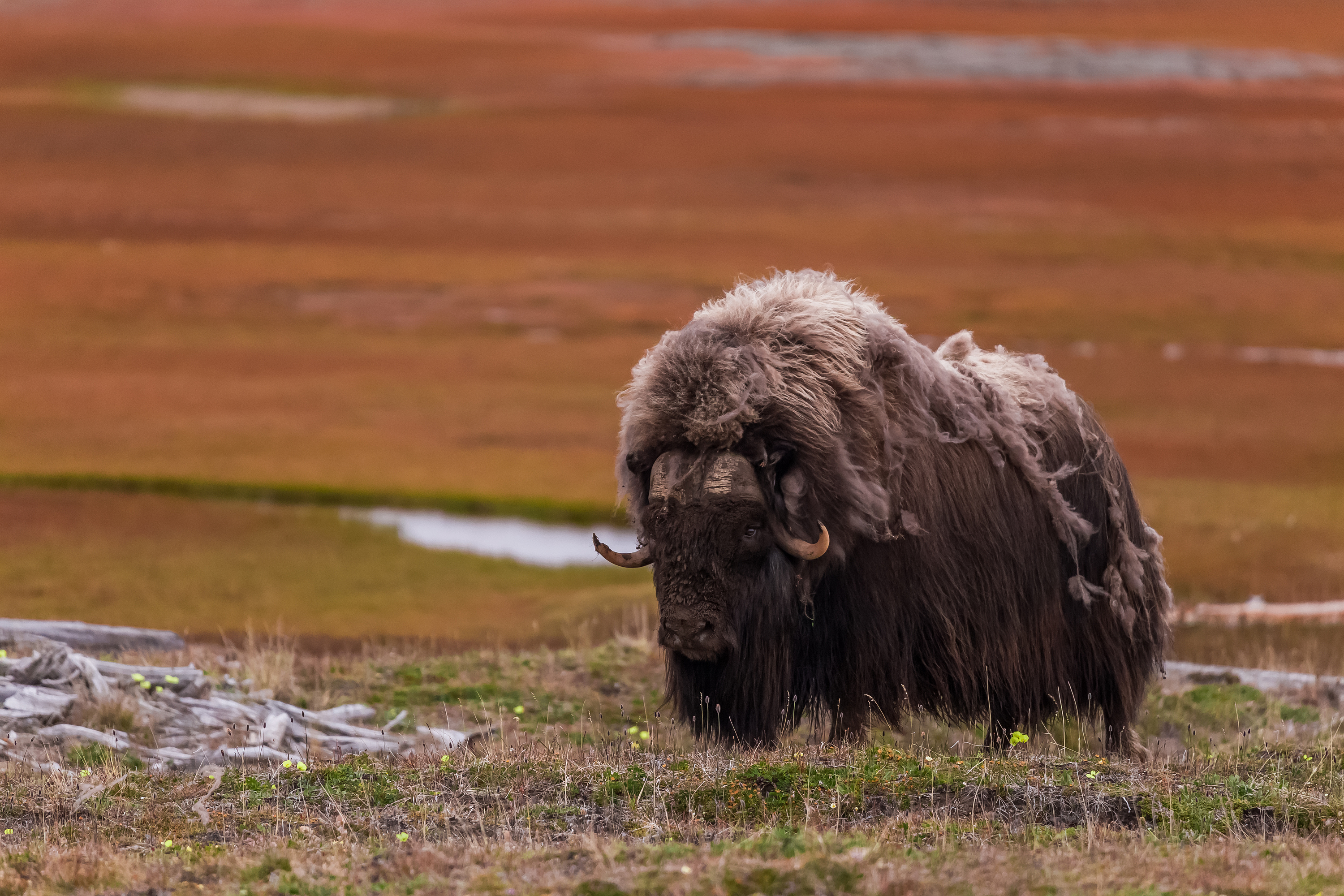
Овцебык на острове Большой Бегичев

К 2000 году были созданы свободно живущие популяции овцебыков на Полярном Урале.
Ямал
В 1997 овцебыки были завезены в Горнохадатинский окружной заказник, для того чтобы заполнить пустующую экологическую нишу промысловым копытным животным. В результате искусственного разведения с 1997 года по 2011 год численность овцебыка увеличилась с 43 до 75 особей. В окружном заказнике овцебыки содержатся в полувольных условиях — в вольере, периметр которого составляет более 10 км. Первоначально предполагалось полусвободное содержание животных в большом корале, но уже вскоре, проделав проход в ограждении, часть стада переселилась в дикую природу. Таким образом, в настоящее время на Ямале обитает два стада овцебыков — 150 в корале и около двухсот — в дикой природе.
Якутия
К 2000 году были созданы свободно живущие популяции овцебыков на полуострове Терпяй-Тумус, в дельте Лены, на острове Большой Бегичев в Хатангском заливе и в низовьях Индигирки в районе посёлка Чокурдах. Поголовье овцебыков в республике на 2012 год превысило численность в одну тысячу.
В октябре 1996 года была завезена первая партия овцебыков (24 шестимесячных ягнёнка) из Таймыра в Булунский улус республики Саха (Якутия). Повторно партию овцебыков в 22 особи выпустили там же в 2010 году. В 1997 и в 2000 годах 3 партии овцебыков выпустили на кряже Прончищева в Анабарском районе. В 2001 и 2002 годах были переселены две партии овцебыков общей численностью 25 особей на остров Большой Бегичев, а в 2000 и 2009 годах 2 партии овцебыков общим числом 38 голов выпустили в дельту реки Индигирки в Аллайховском районе. Всего из Таймыра было переселено 101 животное. К 2005 году с учётом естественного прироста поголовье в Якутии превысило 400 голов. Сформировались 4 жизнеспособные популяции — булунская, анабарская, бегичевская и аллайховская. В 2009 году по республиканской программе «Охрана окружающей среды» были завезены овцебыки в количестве семидесяти четырёх голов и расселены в Бугунском, Аллайховском и Нижнеколымском районах, также в естественной среде обитания. В 2017 году группа из 22 овцебыков с Ямала была расселена на кряже Чекановского. Предполагается, что эта группа поможет объединить ареалы булунской и анабарской популяций овцебыка, а также предотвратить инбридинг этих популяций. В 2020 году численность овцебыков в Якутии составляла около 4 000 особей и имеет тенденцию к увеличению на 300—400 голов ежегодно. При этом около 230 овцебыков обитает на острове Большой Бегичев, где популяция животных, проживающих в дикой природе в условиях относительно небольшого острова, используется как своеобразный питомник — животные доступны для поимки и транспортировки в новые места обитания.
Магаданская область
В 2005 году с Таймыра в Магаданскую область было доставлено 30 овцебыков. Вскоре после доставки была расформирована организация, которая доставила животных, и заботой о животных занялась золотодобывающая артель «Кривбасс». В 2010 году животные, которых до этого кормили комбикормом и заготовленным сеном, были выпущены в дикую природу. В итоге образовалось два стада — по 16 и 10 голов. К 2018 году популяция увеличилась примерно до 70 особей. В 2018 году небольшое стадо из 25 голов было выпущено на острове Завьялова.
Расчётная численность овцебыков в России на лето 2011 года составила около 13 000 особей. В 2015 году расчётная численность овцебыков в России составляла 14-17 тысяч особей, из них около 80 % на Таймыре, 11-12 % в Якутии, 5-6 % на острове Врангеля, более 2 % на Ямале и 0,5 % в Магаданской области.

### США

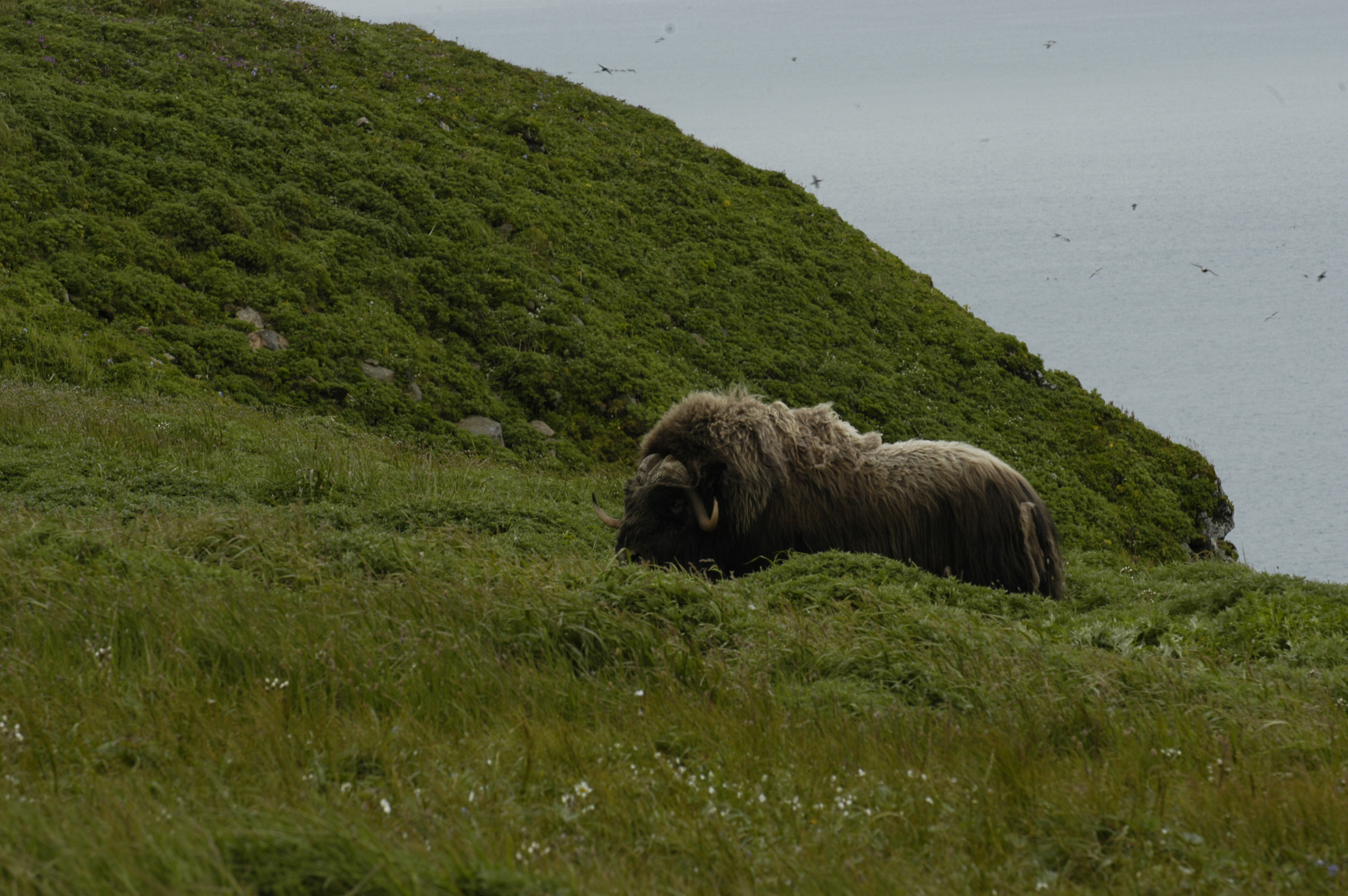
Овцебык на острове Нунивак

До конца XIX века овцебыки обитали на Аляске, но были истреблены человеком. В 1930 году 34 овцебыка были доставлены в Фэрбанкс из Восточной Гренландии. Оттуда они были перевезены на остров Нунивак. Овцебыки там прижились, и к 1968 году их популяция составила почти 750 животных. Затем овцебыки из числа животных, обитавших на Нуниваке, были расселены на территории полуострова Сьюарда, мыса Томпсона, острова Нельсона и в Арктическом Национальном заповеднике. В 2000 году на территории Аляски обитало около 4 тысяч овцебыков, но в последние годы численность животных в Арктическом Национальном заповеднике и прилегающих к нему территориях снизилась. На 2012 год общая численность овцебыков на Аляске составляла около 4 200 животных, две трети из которых приходилось на полуостров Стьюард.

### Норвегия

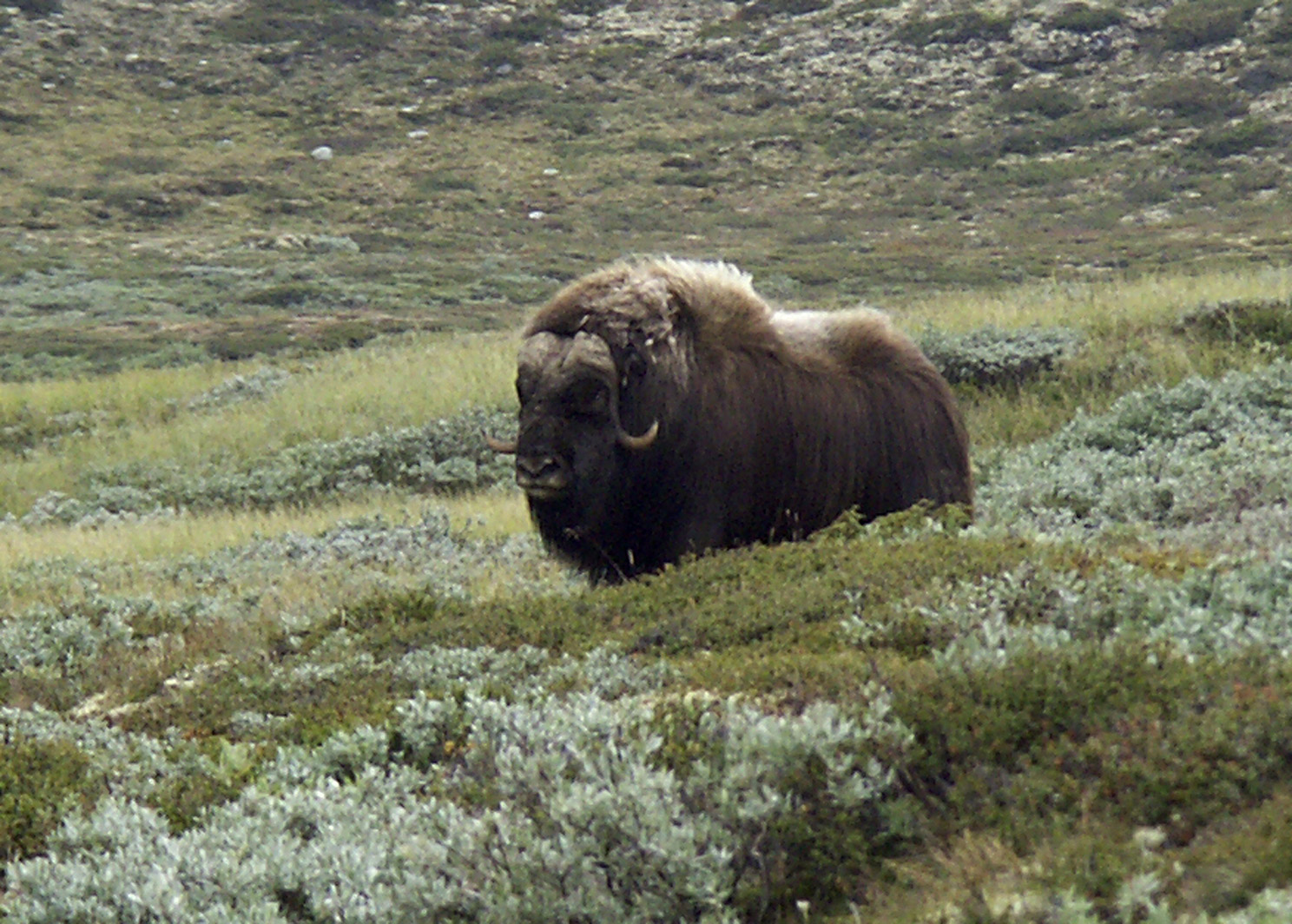
Овцебык в Доврефьелль, Норвегия

Интродукция овцебыка в Норвегии началась с 1924 года, когда 11 зверей были выпущены на прибрежные острова фьордов. В последующем их переселили в горную часть материка. В 1930-е годы к существовавшим стадам выпустили ещё 10 особей. Выпущенные здесь звери хорошо адаптировались, численность их начала увеличиваться, но в период Второй Мировой войны они были истреблены. После окончания войны в период с 1947 по 1953 год здесь были повторно выпущены 27 особей на юге страны. Образовавшаяся в результате этого выпуска популяция послужила исходным материалом современной популяции овцебыка. В 1958 году в ней насчитывалось 25 особей, к июлю 1978 года она состояла из 52 особей. По данным 2014 года, в Норвегии обитают около 350 особей

### Швеция
Овцебыки попали в Швецию из соседнего норвежского Доврефьелля, где были акклиматизированы в 1947 году. В 1971 году небольшая группа овцебыков, состоящая из быка, двух коров и двух телят, забрела в соседнюю шведскую провинцию Херьедален. Поначалу в 1970-х годах стадо росло и достигло численности 34 животных, однако затем начало медленно, но неуклонно уменьшаться. К 2009 году в Херьедалене насчитывалось 7—13 овцебыков. В июне 2010 года в местечке Теннес открылся центр по изучению и разведению овцебыков, где в июне 2011 года родился телёнок, увеличивший общее число овцебыков до семи на тот момент.

## Овцебык и человек

### Хозяйственное значение

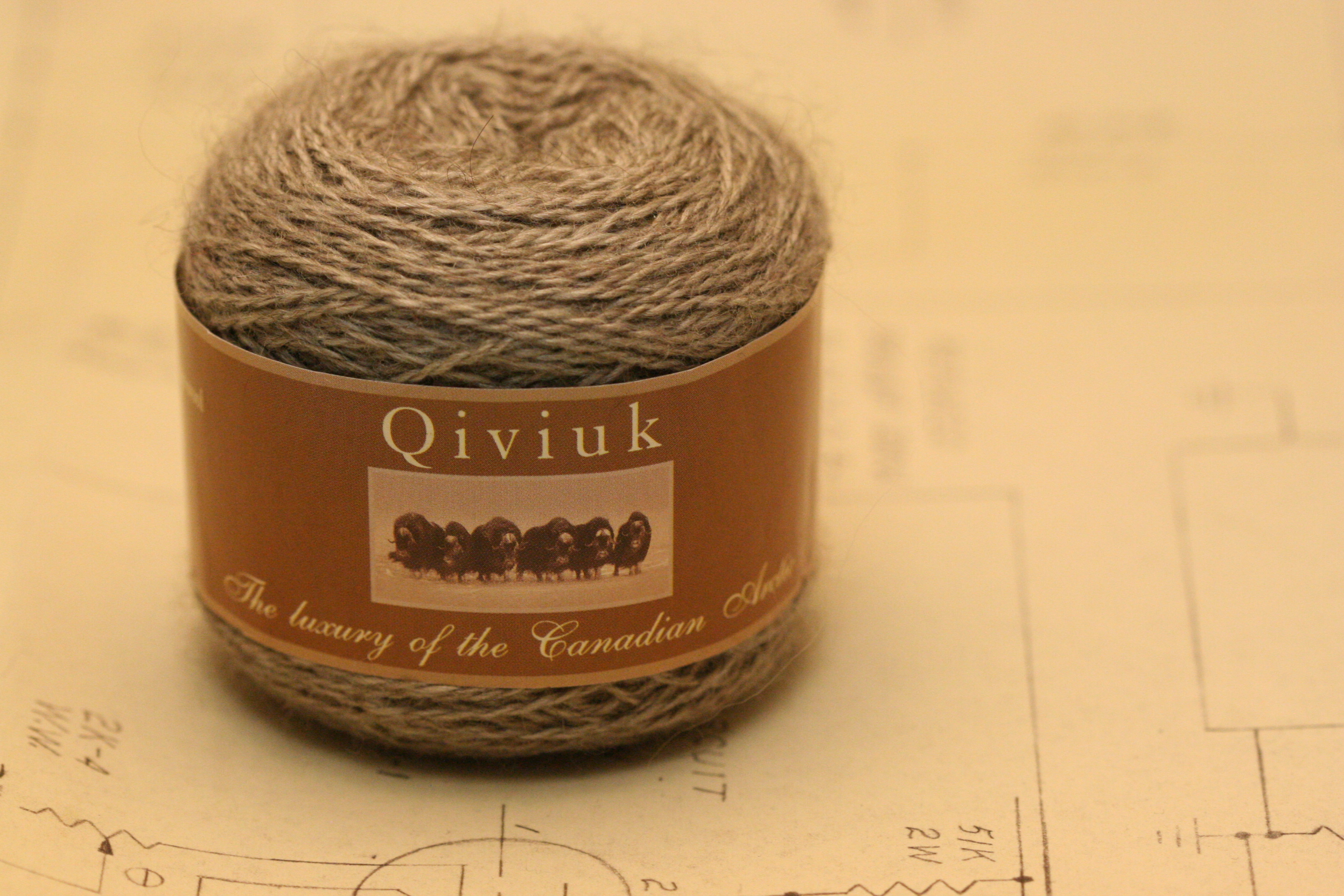
Пряжа из пуха овцебыка

Большое внимание уделяется получению и переработке пуху овцебыка — мягкого и чрезвычайно тёплого подшёрстка. Линька у них начинается в апреле и зависит от температуры и от продолжительности светового дня. Со взрослого здорового животного можно собрать от 2 кг и более пуха. В неволе пух собирают во время расчёсывания овцебыков, а с диких животных пух собирается с растительности в местах их обитания.
Мясо самцов, а иногда и самок может сильно отзываться мускусом. Мясо напоминает по вкусу говядину, а жир по своим качествам ближе к бараньему. К осени животные набирают толстый слой жира, до 30 % от массы тела. Естественный годовой прирост составляет в среднем 15—30 %, а естественный годовой отход — 5—10 %.
Кроме разведения овцебыков для реинтродукции в дикую природу, развивается и овцебыководство как отрасль сельскохозяйственного животноводства, в частности, в Канаде, на Аляске в США, а также на этапе экспериментальных ферм в России.

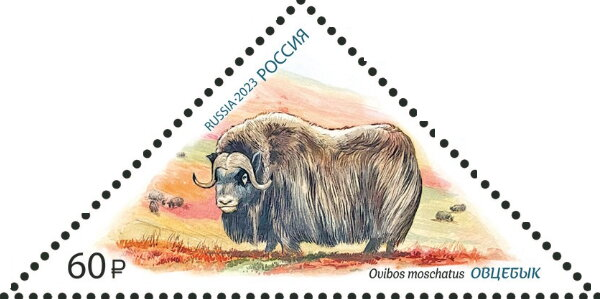
Квартблок — Фауна России. Мамонтовая фауна. Овцебык

### Промысловое значение
Овцебык относится к охраняемым видам Арктики. Он нуждается в широком расселении. В ближайшие годы овцебык, вероятно, официально станет лицензионным охотничьим животным в России, трофейная охота существует и в настоящее время. Кроме труднодоступности мест обитания, охота на него не представляет какой-либо сложности. При приближении охотника, стадо встаёт в каре и прикрывает молодняк, оставаясь неподвижным и беззащитным для расстрела овцебыков из ружья. В связи с этим для успешного расселения овцебыков их необходимо защищать от браконьерства.
По мнению учёных, восстановление популяции овцебыка на севере позволяет заполнить пустующую экологическую нишу. Это послужит увеличению охотничье-промысловых ресурсов и обеспечению традиционного природопользования коренных народностей Крайнего Севера.
Ограниченная охота на овцебыков разрешена в США и планируется проводиться в России.